# Parco delle colline
Il parco delle colline, detto talvolta PLIS delle colline di Brescia, è un parco locale di interesse sovracomunale (PLIS) situato a Brescia. È l'area verde più estesa della città, con un'estensione pari a 4000 ettari, di cui oltre 2.100 ha sono compresi entro i confini comunali, i rimanenti distribuiti in altri cinque comuni confinanti.
È un parco naturale istituito per preservare il Monte Maddalena (nelle Prealpi bresciane) e i Ronchi, le colline che si trovano immediatamente a nord-est del centro storico di Brescia.

## Storia
L'iter di creazione del parco inizia nel settembre del 1995, quando il comune di Collebeato definì un perimetro all'interno dei propri confini e presentò alla Regione Lombardia domanda di riconoscimento come PLIS (Parco Locale di Interesse Sovracomunale).
Nel 1997 al progetto del PLIS aderirono i comuni di Brescia, Botticino, Cellatica, Collebeato, che nel 2002 firmarono convenzione, definendo gli obiettivi principali e gli organi costitutivi del parco.
Nel novembre 2002 la Provincia di Brescia riconosce l'istituzione del PLIS; a Collebeato si aggiungono i comuni di Bovezzo, Brescia, Cellatica e Rodengo Saiano e infine, nel gennaio 2008, il comune di Rezzato.